# Ердутски споразум
Темељни споразум о подручју источне Славоније, Барање и западног Срема (познатији под називом "Ердутски споразум") потписан је у Ердуту (српска страна) и у Загребу (хрватска страна) 12. новембра 1995. године. Њиме је предвиђено покретање процеса мирне реинтеграције Источне Славоније, Барање и Западног Срема у уставно-правни поредак Републике Хрватске.
Споразум је за хрватску страну потписао шеф кабинета Председника Републике Хрватске Хрвоје Шаринић, а српску страну заступао је министар иностраних послова СР Југославије Милан Милутиновић. Споразум су припремили и у њему посредовали амерички амбасадор у Хрватској Питер Галбрајт и потпредседник Међународне конференције у бившој Југославији Торвалд Столтенберг. Потписивању споразума о мирној реинтеграцији претходио је договор хрватског председника Фрање Туђмана и председника Србије Слободана Милошевића у Дејтону, где се под окриљем САД одвијала мировна конференција о Босни и Херцеговини.
Споразумом је предвиђено прелазни период у трајању од једне до две године у оквиру кога би подручје Источне Славоније, Барање и Западног Срема било под административним надзором Уједињених нација (УН). Током тог периода УН је требало да оснује вишенационалну полицију, проведе демилитаризацију и организује локалне изборе. Чак седам, од укупно четрнаест, одредаба Споразума односило се на различите аспекте заштите људских права.
За провођење Споразума била је задужена мисија Уједињених нација УНТАЕС (Прелазна управа за источну Славонију, Барању и западни Срем) која је инаугурисана Резолуцијом 1037. Савета безбедности УН-а од 15. јануара 1996. године.
На основу Споразума основане су две организације Срба у Хрватској, и то: Заједничко веће општина и Српско народно вијеће.